# Anholt
Anholt je dánský ostrov v Baltském moři. Leží v průlivu Kattegat, přibližně v polovině vzdálenosti mezi Dánskem a Švédskem. Rozloha ostrova je 21,75 km² a trvale na něm žije 160 obyvatel. Od nejbližšího města (Grenå) je Anholt vzdálen dvě hodiny jízdy trajektem, takže se jedná o nejizolovanější dánský ostrov.
Zajímavostí je, že velká část ostrova tvoří poušť, která je největší v severní Evropě. Právě proto je většina ostrova chráněna a nejsou tam žádná turistická zařízení.
Ostrov patří do svazu Danske Småøerne.

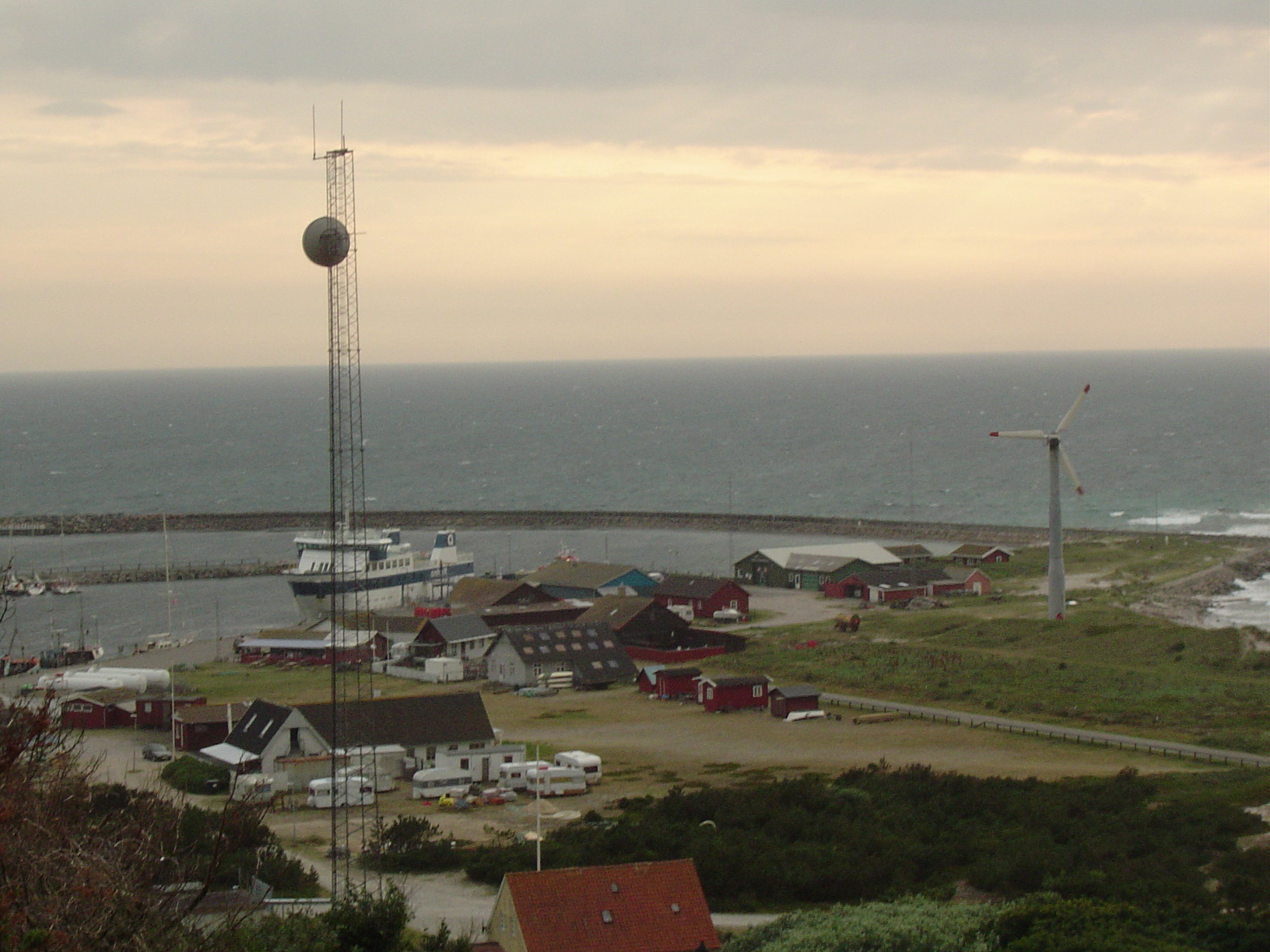
pohled na přístav
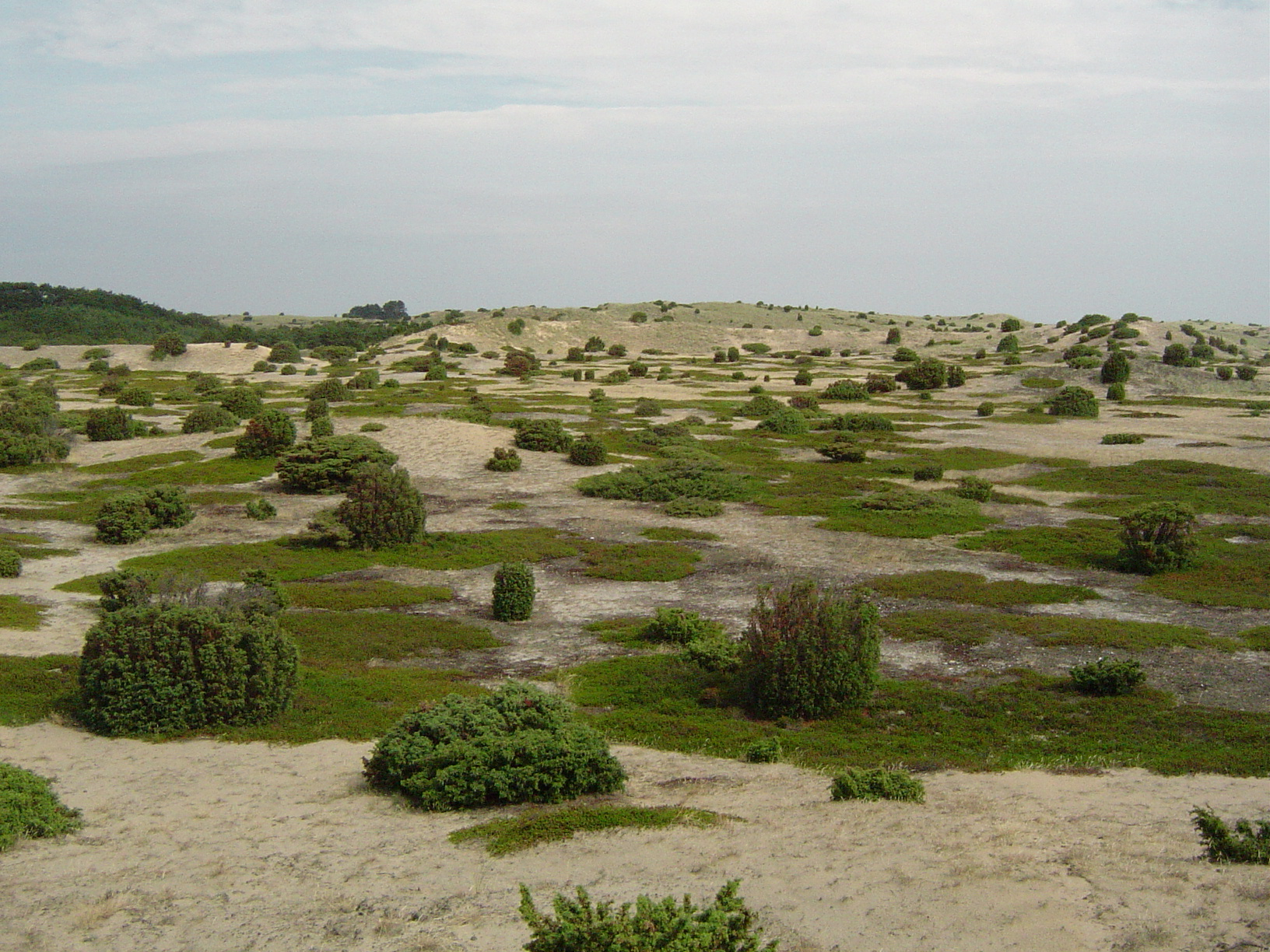
pohled na poušť